# Richard Lewontin
Richard Charles „Dick“ Lewontin (* 29. März 1929 in New York City; † 4. Juli 2021 in Cambridge, Massachusetts) war ein US-amerikanischer Evolutionsbiologe, Genetiker und Gesellschaftskritiker.
Lewontin war an der Entwicklung der mathematischen Grundlagen der Populationsgenetik und der Evolutionstheorie maßgeblich beteiligt. Als einer der Ersten benutzte er molekularbiologische Techniken, wie beispielsweise die Gelelektrophorese, um Problemstellungen der Mutation und Evolution zu klären. In zwei Aufsätzen von 1966, die er zusammen mit J. L. Hubby (1932–1996) in der Zeitschrift Genetics veröffentlichte, legte er die Grundlage für die moderne Molekulare Evolution.

## Biographie
Lewontin besuchte in New York die Forest Hills High School und die Ecole Libre des Hautes Etudes, eine Schule der französischen und belgischen Exilregierung, an der auch Claude Lévi-Strauss unterrichtete. 1951 erlangte er seinen BA in Biologie an der Harvard University und ein Jahr später seinen MA in mathematischer Statistik an der Columbia University, gefolgt von einem Doktorat in Zoologie. Er arbeitete an der North Carolina State University, der University of Rochester und der University of Chicago. 1965 wurde er in die American Academy of Arts and Sciences gewählt.
1973 lehrte er als Alexander-Agassiz-Professor der Zoologie und bis 1998 als Professor der Biologie an der Harvard University und war 2003 der Alexander Agassiz Research Professor.
Lewontin hatte großen Einfluss auf viele Philosophen der Biologie wie William C. Wimsatt (* 1941), der mit ihm in Chicago lehrte, seinen Studienkollegen Robert Brandon sowie Elliott Sober, Philip Kitcher und Peter Godfrey-Smith (* 1965). Er lud sie oft zur Arbeit in seinem Labor ein. Zu seinen bekanntesten Studenten gehört Jerry Coyne. 2015 wurde Lewontin mit dem Crafoord-Preis für Biowissenschaften ausgezeichnet für 2017 wurde ihm die Thomas Hunt Morgan Medal zugesprochen.
Richard Lewontin verstarb im Juli 2021 im Alter von 92 Jahren, drei Tage nach dem Tod seiner Ehefrau Mary Jane.

## Arbeit
Lewontin und sein Harvard-Kollege Stephen Jay Gould kritisierten in einer äußerst einflussreichen Arbeit das wissenschaftliche Programm des „Adaptionismus“ in der Evolutionsbiologie. Ihre Schrift The spandrels of San Marco and the Panglossion paradigm: a critique of the adaptationist programme (1979) spielt im Titel an auf das aus der Architektur stammende Wort „spandrel“ („Spandrille“, der Zwickel zwischen den Bögen eines Gewölbes). Obwohl man meinen könnte, diese seien etwa als Bildträger für Mosaiken erfunden worden, ergeben sie sich einfach zwangsläufig aus der Konstruktionsweise. Genauso existierten viele Merkmale von Organismen nicht als Ergebnis einer besonderen, darauf gerichteten Adaptation, sondern hätten sich ebenso einfach als Beiprodukt anderer Prozesse ergeben. Die daraus entstandene Fachdebatte über die Bedeutung von Adaptation für die Evolution blieb über 30 Jahre lang fruchtbar. Gemeinsam mit André Ariew kritisierte er später auch den evolutionstheoretischen Begriff der Fitness.
Lewontin trat in seinem Artikel The Units of Selection früh für eine Hierarchie in den Ebenen der natürlichen Selektion ein. Außerdem betonte er die Geschichtlichkeit (historicity), also die Rolle der Reihenfolge vergangener Ereignisse auf die Evolution, wie er in Is Nature Probable or Capricious schrieb.
In Organism and Environment in Scientia und in populärerer Form im letzten Kapitel von Biology as Ideology sagte Lewontin, dass im Gegensatz zur traditionellen darwinistischen Darstellung des Organismus als passiver Empfänger von Umwelteinflüssen dieser als aktiver Schöpfer der Umwelt anzusehen sei. Nischen sind keine vorgeformten, leeren Behälter, in die die Organismen eingefügt werden, sondern werden von den Organismen definiert und geschaffen. Die Beziehung zwischen Organismus und Umgebung ist wechselseitig und dialektisch. M. W. Feldman, K. N. Laland und F. J. Odling-Smee haben aus Lewontins Konzept detailliertere Modelle entwickelt.
Mit anderen Forschern wie Stephen Jay Gould kritisierte Lewontin immer wieder Soziobiologen wie Edward O. Wilson oder Richard Dawkins. Sehr einflussreich wurde etwa ein wohl maßgeblich von Lewontin verfasster Brief des Kollektivs „Science for the People“ im New York Review of Books, der eine Debatte in der US-amerikanischen Öffentlichkeit über die Soziobiologie auslöste, die über 10 Jahre lang andauerte; diese wurde (etwas pathetisch) als die „sociobiology wars“ berühmt. Lewontins Hauptvorwürfe an die Soziobiologie waren eine verfehlte Methodik, insbesondere ein übertriebener Reduktionismus und weitgespanntes Theoretisieren abseits einer empirischen, auf Fakten gegründeten Basis. Die Debatte war auch ein bitterer persönlicher Streit zwischen Lewontin und E.O. Wilson, den dieser vorher, Anfang der 1970er Jahre an der Harvard University nach Kräften gefördert hatte.
Lewontins Sorgen über eine angeblich übertriebene Vereinfachung der Genetik veranlassten ihn immer wieder zu Kommentaren in Debatten, und er hielt Vorlesungen, um seine Ansichten über Evolutionsbiologie und Wissenschaft zu verbreiten. In seinen Büchern wie Not in Our Genes (zusammen mit Steven Rose und Leon J. Kamin) und zahlreichen Artikeln stellte er die Vererbung von menschlichen Verhaltensweisen und in IQ-Tests gemessener Intelligenz in Frage, wie sie zum Beispiel in The Bell Curve von Charles Murray beschrieben wird.
Lewontin identifizierte sich als Marxist und Atheist. Seine Ablehnung der Soziobiologie wurde kritisiert und seinen politischen Ansichten zugeschrieben. Andere (wie Kitcher 1985) erwiderten, dass Lewontins Kritik auf Sorgen um die Disziplin beruhe. Steven Pinker (2002) meint, Lewontin greife eine Strohmann-Version der Soziobiologie (oder ihrer modernen Inkarnation als Evolutionäre Psychologie) an und verfehle somit das Ziel. Lewontins genetische Begründung der Ablehnung des Rassekonzepts beim Menschen (1972) wurde 2003 von dem Genetiker und Statistiker A. W. F. Edwards fachlich und moralisch kritisiert.

## Beispiel der zwei Felder

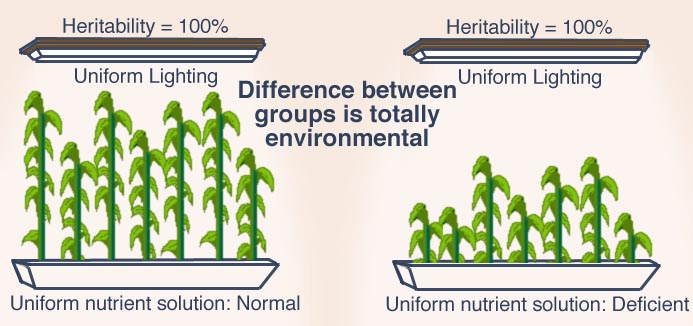
Erblichkeitsschätzungen innerhalb einer Gruppe dürfen nicht zur Interpretation von Gruppenunterschieden herangezogen werden

Um zu erläutern, warum in sich methodisch korrekte Messungen der Heritabilität („Erblichkeit“) innerhalb einer Gruppe wertlos sind, wenn man zwei unterschiedliche Gruppen vergleichen will, führte Lewontin das vielfach zitierte Beispiel von den zwei Feldern ein: Man stelle sich vor, man habe einen Sack voll Weizenkörner. Man teile diesen Sack rein zufällig in zwei Hälften. Die eine Hälfte säe man auf einem fruchtbaren Boden, den man gut wässert und düngt. Die andere Hälfte werfe man auf einen kargen Acker.
Wenn man nun das erste Feld betrachtet, wird einem auffallen, dass die Weizenähren verschieden groß sind. Man wird dies auf die Gene zurückführen können, denn die Umwelt war für alle Ähren gleich. Wenn man das zweite Feld betrachtet, wird man die Variation innerhalb des Feldes auch auf die Gene zurückführen können. Doch es wird auch auffällig sein, dass es große Unterschiede zwischen dem ersten Feld und dem zweiten Feld gibt. Auf dem ersten Feld sind die Unterschiede zu 100 % genetisch, auf dem zweiten Feld sind die Unterschiede zu 100 % genetisch, doch das heißt nicht, dass die Unterschiede von Feld 1 und Feld 2 auch genetisch sind.
Analog betrachtet Lewontin das Verhältnis sozialer Schichten. Laut Lewontin könnten die IQ-Unterschiede innerhalb einer Schicht zu einem gewissen Prozentsatz genetisch sein, doch dies würde nicht zur Folge haben, dass die Unterschiede zwischen zwei Schichten auch genetisch sein müssten.

## Weitere Interessengebiete
Lewontin befasste sich auch mit der Ökonomie der industriellen Landwirtschaft. Er war der Auffassung, dass hybrides Getreide nicht wegen seiner besseren Qualität entwickelt und propagiert wurde, sondern weil es den Firmen erlaubte, die Bauern jährlich zum Kauf von neuem Saatgut zwingen, statt Samen aus der vorherigen Ernte zu pflanzen. Er sagte in einem erfolglosen Prozess in Kalifornien aus, der sich gegen die staatliche Finanzierung der Forschung zur Entwicklung von automatischen Tomatenerntern wandte, die den Profit der industriellen Landwirtschaft gegenüber der Anstellung von Farmarbeitern bevorzugte.

## Werke
- Is Nature Probable or Capricious? In: Bio Science. Vol. 16, 1966, S. 25–27.
- The Units of Selection. In: Annual Reviews of Ecology and Systematics. Vol. 1, 1970, S. 1–18.
- The Apportionment of Human Diversity. In: Evolutionary Biology. Vol. 6, 1972, S. 391–398.
- The Genetic Basis of Evolutionary Change. Columbia University Press, 1974, ISBN 0-231-03392-3.
- Adaptation. In: Scientific American. Vol. 239, 1978, S. 212–228.
- The spandrels of San Marco and the Panglossion paradigm: a critique of the adaptationist programme. In: Proc R Soc Lond B. 205, 1979, S. 581–598 (mit S. J. Gould).
- Human Diversity. 2. Aufl., Scientific American Library, 1995, ISBN 0-7167-6013-4.
  - Menschen. Genetische, kulturelle und soziale Gemeinsamkeiten, Spektrum der Wissenschaft, Heidelberg 1986, ISBN 978-3-922508-80-9.
- The Organism as Subject and Object of Evolution. In: Scientia. Vol. 188, 1983, S. 65–82.
- Not in Our Genes: Biology, Ideology and Human Nature 1984, ISBN 0-394-72888-2 (mit Steven Rose und Leon J. Kamin).
  - Die Gene sind es nicht ... Biologie, Ideologie und menschliche Natur, Psychologie Verlags Union, München; Weinheim 1987, ISBN 978-3-621-27036-6.
- The Dialectical Biologist. Harvard University Press, 1985, ISBN 0-674-20283-X (mit Richard Levins).
- Biology as Ideology: The Doctrine of DNA. 1991, ISBN 0-06-097519-9.
- The Triple Helix: Gene, Organism, and Environment. Harvard University Press, 2000, ISBN 0-674-00159-1.
  - Die Dreifachhelix: Gen, Organismus und Umwelt, Springer, Berlin u. a. 2002, ISBN 978-3-642-62802-3.

## Belege
1. ↑  Jerry Coyne: Dick Lewontin, 1929-2021. In: Why Evolution Is True. 5. Juli 2021, abgerufen am 5. Juli 2021.
2. ↑  Michael R. Dietrich: Richard C. Lewontin (1929–2021). In: Nature. Band 595, 2021, S. 489, doi:10.1038/d41586-021-01936-6.
3. ↑  Andrew Berry, Dmitri A. Petrov: Richard C. Lewontin (1929–2021). In: Science. Band 373, Nr. 6556, 2021, S. 745, doi:10.1126/science.abl5430.
4. ↑  Rasmus Nielsen (2009): Adaptionism - 30 years after Gould and Lewontin. Evolution 63 (10): 2487–2490. doi:10.1111/j.1558-5646.2009.00799.x
5. ↑  Massimo Pigliucci and Jonathan Kaplan (2000): The fall and rise of Dr Pangloss: adaptationism and the Spandrels paper 20 years later. TREE Trends in Ecology and Evolution 15 (2): 66-70.
6. ↑  Steven Hecht Orzack & Patrick Forber: Adaptationism. Stanford Encyclopedia of Philosophy, First published 22. Juli 2010.
7. ↑   André Ariew, R. C. Lewontin (2004): The Confusions of Fitness. British Journal for the Philosophy of Science 55 (2): 347–363. doi:10.1093/bjps/55.2.347
8. ↑  Allen, E. et al. (1975): 'Against Sociobiology', The New York Review of Books, November 13.
9. ↑  Catherine Driscoll: Sociobiology. The Stanford Encyclopedia of Philosophy First published 11. November 2013; substantive revision 16. Januar 2018.
10. ↑  Ullica Segerstrale (1986): Colleagues in Conflict: An 'In Vivo' Analysis of the Sociobiology Controversy. Biology and Philosophy 1: 53-87.
11. ↑  Vgl. Wilson 1995.
12. ↑  Nachruf auf Richard Lewontin: Brillant, wegbereitend und unangepasst. In: tagesspiegel.de. 6. Juli 2021, abgerufen am 31. Januar 2024.
13. ↑  A. W. F. Edwards, 'Lewontin’s Fallacy'
14. ↑  How Heritability Misleads about Race. The Boston Review, XX, no 6, January, 1996, S. 30–35
15. ↑  Richard C. Lewontin: Race and Intelligence. In: Bulletin of the Atomic Scientists. Band 26, Nr. 3, März 1970, ISSN 0096-3402, S. 2–8, doi:10.1080/00963402.1970.11457774 (tandfonline.com [abgerufen am 23. Juni 2024]).

| Personendaten    | Personendaten                                                              |
| ---------------- | -------------------------------------------------------------------------- |
| NAME             | Lewontin, Richard                                                          |
| ALTERNATIVNAMEN  | Lewontin, Richard Charles (vollständiger Name); Lewontin, Dick (Spitzname) |
| KURZBESCHREIBUNG | US-amerikanischer Evolutionsbiologe und Genetiker                          |
| GEBURTSDATUM     | 29. März 1929                                                              |
| GEBURTSORT       | New York City, USA                                                         |
| STERBEDATUM      | 4. Juli 2021                                                               |
| STERBEORT        | Cambridge, Massachusetts, USA                                              |